# 連敗記録 (大相撲)
連敗記録（れんぱいきろく）は、大相撲の本場所において、勝つことなく黒星を重ね続けた記録である。
本項では、引き分け・預りなどを挟まない昭和以降の記録を掲載する。

## 連敗記録

### 歴代連敗記録
- 2025年5月場所2日目時点、20連敗以上を記載。
- 力士名の太字は現役。
- 期間の太字は本割での初取組。
- 連敗前（停止後）の最高位は連敗が開始（停止）した場所で在位した分も含む。

| 順位 | 力士名                   | 連敗数 | 期間                                                              | 停止理由         | 連敗前の最高位 | 停止後の最高位 |
| ---- | ------------------------ | ------ | ----------------------------------------------------------------- | ---------------- | -------------- | -------------- |
| 1位  | 服部桜太志改め勝南桜聡太 | 104    | 2019年（平成31年）1月場所12日目～2021年（令和3年）7月場所13日目   | 引退             | 東序ノ口18     | [ 注釈 3 ]     |
| 2位  | 服部桜祥多改め服部桜太志 | 89     | 2016年（平成28年）5月場所7日目～2018年（平成30年）7月場所3日目    | 勝利（颯雅）     | 東序ノ口18     | 東序ノ口9      |
| 3位  | 肥後光豪宣               | 34     | 2022年（令和4年）11月場所11日目～2025年（令和7年）3月場所13日目   | 勝利（照井）     | 西序二段57     |                |
| 4位  | 森川勇樹                 | 32     | 2003年（平成15年）7月場所4日目～2004年（平成16年）3月場所10日目   | 勝利（日爪）     | 東序ノ口39     | 西序二段56     |
| 5位  | 平松秀朗                 | 31     | 1975年（昭和50年）7月場所12日目～1976年（昭和51年）5月場所1日目   | 勝利（比嘉）     | 東序ノ口19     | 東序二段40     |
| 5位  | 高岸浩二                 | 31     | 1978年（昭和53年）5月場所1日目～1979年（昭和54年）1月場所7日目    | 勝利（峰乃郷）   | 前相撲         | 西序二段32     |
| 5位  | 佐野勝彦                 | 31     | 1984年（昭和59年）5月場所1日目～1985年（昭和60年）1月場所5日目    | 不明             | 前相撲         | 西序ノ口5      |
| 8位  | 佐世保山哲郎             | 29     | 1950年（昭和25年）9月場所1日目～1951年（昭和26年）5月場所2日目    | 不明             | 前相撲         | 東幕下25       |
| 9位  | 杉下翼                   | 27     | 2006年（平成18年）9月場所3日目～2007年（平成19年）3月場所13日目   | 引退             | 東序ノ口37     | [ 注釈 12 ]    |
| 9位  | 若佐々木大和             | 27     | 2024年（令和6年）5月場所1日目～2025年（令和7年）1月場所1日目      | 勝利（肥後光）   | 前相撲         |                |
| 11位 | 山口山利浩               | 25     | 1988年（昭和63年）5月場所7日目～1988年（昭和63年）11月場所13日目  | 引退             | 西序ノ口57     | [ 注釈 14 ]    |
| 11位 | 佐藤貴宏                 | 25     | 2000年（平成12年）5月場所2日目～2000年（平成12年）11月場所14日目  | 引退             | 前相撲         | [ 注釈 16 ]    |
| 13位 | 服部桜太志               | 23     | 2018年（平成30年）7月場所5日目～2019年（平成31年）1月場所8日目    | 勝利（峰雲）     | 東序ノ口18     | 東序ノ口9      |
| 13位 | 富士東和佳               | 23     | 2020年（令和2年）7月場所14日目〜2021年（令和3年）1月場所13日目    | 勝利（徳之武藏） | 西前頭4        | 東幕下13       |
| 15位 | 服部桜祥多               | 22     | 2015年（平成27年）11月場所2日目～2016年（平成28年）5月場所3日目   | 勝利（澤ノ富士） | 前相撲         | 東序ノ口9      |
| 15位 | 肥後光豪宣               | 22     | 2022年（令和4年）5月場所3日目～2022年（令和4年）11月場所10日目    | 勝利（澤勇）     | 西序二段57     |                |
| 17位 | 五ツ海義男               | 21     | 1949年（昭和24年）9月場所5日目～1950年（昭和25年）1月場所10日目   | 不戦勝（山口）   | 東小結         | 東前頭7        |
| 17位 | 利根ノ里義弘             | 21     | 1954年（昭和29年）3月場所2日目～1954年（昭和29年）9月場所10日目   | 不明             | 西序二段1      | 西序二段18     |
| 17位 | 双ツ龍徳義               | 21     | 1960年（昭和35年）9月場所10日目～1960年（昭和35年）11月場所15日目 | 引退             | 東前頭1        |                |
| 17位 | 立村本隆                 | 21     | 1992年（平成4年）11月場所2日目～1993年（平成5年）3月場所13日目    | 勝利（琴東山）   | 西序ノ口44     | 東序ノ口11     |
| 17位 | 前川政宏                 | 21     | 2004年（平成16年）11月場所4日目～2005年（平成17年）3月場所14日目  | 勝利（岩永）     | 前相撲         | 東序二段6      |
| 22位 | 隆の鶴伸一               | 20     | 2006年（平成18年）3月場所2日目～2006年（平成18年）5月場所11日目   | 引退             | 西前頭8        |                |
| 22位 | 渡辺太志                 | 20     | 2012年（平成24年）9月場所千秋楽～2013年（平成25年）3月場所9日目   | 勝利（松葉山）   | 東幕下13       | 西三段目18     |

## 備考
- 高岸は前相撲を含め42連敗の記録あり。
- 杉下は不戦勝1を挟み41連敗、前相撲も含め46連敗の記録あり。
- 五ツ海は不戦勝1を挟み24連敗、不戦敗も含め25連敗の記録あり。
- 立若（本名渡辺直生、立浪部屋）は前相撲を挟み21連敗、前相撲も含め25連敗の記録あり。
- 男岩（本名の姓は菊地、所属部屋は不明）は番付外、前相撲（全休）を挟み22連敗の記録あり。
- 服部桜は前相撲も含め25連敗の記録もあり。
- 横綱在位中に限ると、稀勢の里の8連敗（不戦敗2を含め10連敗）が最多。